# المحروسة
المحروسة قرية سورية تتبع ناحية جب رملة في منطقة مصياف في محافظة حماة. وتقع في نهاية السفح الشرقي لجبال الساحل السوري وتشتهر بالكثير من الزراعات الموسمية كالقطن و الشوندر السكري و الفول السوداني إضافة لأنواع من أشجار الفاكهة. بلغ عدد سكانها 6579 نسمة في عام 2004 حسب إحصاء المكتب المركزي للإحصاء.

## وصلات خارجية
- الوحدات الإدارية في محافظة حماة